# Džin z lahve
Džin z lahve (v anglickém originále Can of Worms) je šestý díl jedenácté řady (a celkově šedesátý sedmý) britského sci-fi sitcomu Červený trpaslík. Poprvé byla epizoda odvysílána 27. října 2016 na britském televizním kanálu Dave.

## Námět
Posádka Červeného trpaslíka osvobodí ženskou příslušnici kočičího rodu a Kocour se do ní okamžitě zamiluje. Jenže tato dáma má velké tajemství…

## Děj
Kosmik odlétá z opuštěné medistanice s přístrojem na úpravu osobnosti na palubě. Kryton se pokusí ho vyzkoušet na Rimmerovi a odstranit některé jeho špatné vlastnosti, ale když hologram zjistí, že tato procedura bude trochu bolet, okamžitě vezme do zaječích. Starost o pilotování a navigaci Kosmika by měl mít Dave Lister, jenže ten zmožen vydatným nedělním obědem usne a probudí se až v pondělí. Loď je daleko mimo kurs a nejkratší cestu zpátky na Červeného trpaslíka představuje zkratka skrz asteroidový pas, který ovšem obývají GELFové, přesněji řečeno kmen, který údajně hledá panny a panice a vysává jim krev. Tato informace k smrti vystraší Kocoura a na posměšky ostatních členů posádky reaguje informací, že na palubě Z má dvě samičky, které se před ostatními schovávají, protože mají zájem jen o něj. Lister se nad ním smiluje a navrhne oblet pásu, při propočítávání kurzu ovšem Kryton objeví neznámé plavidlo. Jde o transportní loď, které ovládá mnichadroid, android rozhodnutý obětovat svůj život výměnou za update softwaru v silikonovém nebi, a jeden vězeň. Plavidlo míří k černé díře, a protože vězeň může být člověk, Lister se rozhodne ho zachránit. Při setkání mnichadroid odmítne vyjednávat i vydat vězně a tak ho Lister elektrickým výbojem zneškodní. Následně se ukáže, že vězněm je žena z rodu Felis sapiens Ankita a všichni odletí zpátky na Trpaslíka.
Kryton z černé skříňky mnichadroidovy lodi zjistí, že se nejedná o ženu z rodu Felis sapiens, ale o polymorfa. Proto mnichadroid letěl do černé díry, aby se polymorfa zbavil, a posádka Trpaslíka to celé zkazila, protože androida zabila a polymorfa vzala na palubu. Ještě horší je, že tento druh polymorfa vyhledá hostitele, naklade do něj vajíčka a poté zemře. A přesně tohle se stane Kocourovi, který jich má v sobě hned osm. Malí polymorfové vytuší, že se jich chtějí zbavit, a tak se změní v nádory, takže jedinou možností je nechat je donosit. Po porodu je potřeba se jich zbavit spláchnutím do vesmíru, tento úkol na sebe vezme Kocour, jenže polymorfové ho chemicky ovlivní, vysají jeho emoce a rozutečou se po lodi. Kryton, Rimmer a Lister vymyslí plán, při kterém odeberou Listerovi pomocí přístroje všechny emoce, ten se pak bude pomoci nepozorovaně přiblížit k polymorfům a zlikvidovat je. Polymorfové se změní na Rimmera, Listera a Krytona, takže jich ve skladišti v jednu chvíli pobíhá devět. Protože nikdo neví kdo je kdo a všichni se navzájem podezírají, nastoupí všichni do výtahu a jedou na ošetřovnu, když v tom se otevřou dveře, v nich se objeví Kocour a všech šest polymorfů neomylně zlikviduje.
Lister zajde do Kocourovy kajuty a pokusí se mu zvednout náladu, ale ten ho vyhodí. Zpod polštáře vykouknou dvě kočky, ale bohužel pro Kocoura, jde jen o jeho sen.